# Конон
Вижте пояснителната страница за други личности с името Конон.
Конон (на латински: Conon) е римски папа от 21 октомври 686 г. до 21 септември 687 г.
Предполага се, че е син на офицер, като е учил в Сицилия и е ръкоположен за свещеник в Рим.
Преди избирането му за папа между военните и духовниците във вечния град избухва остър конфликт, но той успява да стане обединителна фигура за римляните и да надмогне възникналото в несъгласие, като всяка група низвергва своите кандидати и по общо съгласия го избират за папа. Той е интронизиран на 21 октомври 686 г. след известието, като за избирането му изпратено до византиския екзарх на Равена, управляващ Италия от името на императора е потвърдено от него. Като папа оказва специални грижи за мисионерите в Ирландия – Свети Килиан и другарите му, въздига Килиан за епископ, и възлага него и другарите му, да проповядват вярата във Франкония.
Умира на 21 септември 687 г. след дълго боледуване. Погребан е в базиликата „Св. Петър“ в Рим.